# Kerim Homri
Kerim Homri (1990) è un giocatore di football americano tedesco che gioca come linebacker per i Frankfurt Universe.

## Palmarès
- 1 Europeo (2014)
- 4 BIG6 Eurobowl (New Yorker Lions, 2015, 2016, 2017, 2018)
- 5 German Bowl (New Yorker Lions, 2008, 2013, 2014, 2015, 2016)